# Unió Menorquina
Unió Menorquina (UMe, Unión Menorquina) es un partido político español cuyo ámbito es la isla balear de Menorca y de carácter insularista. Se definen como un partido "centrista, liberal y menorquinista". Se consideran próximos a Unió Mallorquina y Convergència i Unió.
Aunque el partido se encuentra inscrito en el registro de partidos políticos del Ministerio del Interior desde 1993, no fue hasta principios de 2009 que se organizó en su forma actual, tras comenzar su gestación el año anterior. Su promotora y actual portavoz es Irene Coll, antigua alcaldesa de Villacarlos (entre 2003 y 2008), primero por el PSIB-PSOE y, luego, tras su expulsión del partido, por la formación de ámbito local Independents pes Castell (IPEC) creada por ella (en coalición con el Partido Popular). A los militantes de IPEC posteriormente se unieron militantes de Unió de Centristes de Menorca, en Ferrerías y Alayor y de Gestió Social, en Mercadal. Los militantes de otros partidos integrados en UMe, hasta que concluyan su mandato, continuarán bajo las siglas que representaban en el momento de la constitución de UMe en los ayuntamientos para, en 2011, pasar a formar parte de las candidaturas promovidas por UMe.
Unió Menorquina fue uno de los integrantes de la candidatura Coalición por Europa (CEU) en las elecciones al Parlamento Europeo de 2009. Irene Coll fue el candidato número 20 en la candidatura de CEU. Coalición por Europa, que se presentó en Baleares como Unió Mallorquina-Unió Menorquina-Coalició per Europa (UM-UMe), obtuvo 546 votos en Menorca (2,47%), siendo la quinta lista más votada en la isla.
Pese a colaborar habitualmente con Unió Mallorquina, desde marzo de 2011 rompió con ésta y alcanzó un acuerdo de colaboración con la Liga Regionalista de las Islas Baleares.
En noviembre de 2012 confluyó con la Liga Regionalista de las Islas Baleares, Es Nou Partit d’Eivissa y Convergència per les Illes para crear Proposta per les Illes.
Está integrado en El Pi-Proposta per les Illes